# (9575) 1989 BW1
A (9575) 1989 BW1 a Naprendszer kisbolygóövében található aszteroida. Antonín Mrkos fedezte fel 1989. január 29-én.